# Maxomys surifer
Maxomys surifer is een knaagdier uit het geslacht Maxomys dat voorkomt in het uiterste zuiden van Yunnan (Zuidwest-China), Zuid-Myanmar, Thailand, Laos, Cambodja, Vietnam, Maleisië, Borneo, Sumatra en Java.
Deze soort werd vroeger gezien als identiek aan M. rajah, maar komt daarmee in hetzelfde gebied voor en verschilt in een groot aantal kenmerken (waarschijnlijk zijn ze niet eens nauw verwant). Zoals de meeste soorten die op veel eilanden in West-Indonesië en Maleisië voorkomen zijn er veel synoniemen (ongeveer 40). De verschillende populaties verschillen sterk van elkaar in grootte, zoals te zien is aan de verschillen in onderstaande tabel. Volgens Musser et al. (1979) waren de grootste verschillen te zien tussen de populaties ten noorden en ten zuiden van de Landengte van Kra in Zuid-Thailand: noordelijke populaties zijn groter en hebben meer geel en zwart in hun vacht dan zuidelijke. Volgens een genetische analyse zijn Zuid-Vietnamese populaties echter nauwer verwant aan Indonesische dieren dan aan Noord-Vietnamese exemplaren van M. surifer. M. surifer heeft als karyotype altijd 2n=52, FN=66, maar de vorm van de chromosomen verschilt.
| Grootte van enkele populaties van M. surifer: | Vietnam                   | Sumatra                   |
| --------------------------------------------- | ------------------------- | ------------------------- |
| Kop-romplengte (mm)                           | 155-206 Gemiddelde: 181.6 | 160-191 Gemiddelde: 176.8 |
| Staartlengte (mm)                             | 153-208 Gemiddelde: 185.5 | 146-148 Gemiddelde: 172.9 |
| Achtervoetlengte (mm)                         | 40-47 Gemiddelde: 42.6    | 32-40 Gemiddelde: 37.1    |
| Oorlengte (mm)                                | 24-28 Gemiddelde: 26.1    | 20-25 Gemiddelde: 22.1    |